# Basket-ball aux Jeux olympiques d'été de 1996
Pour des articles plus généraux, voir Basket-ball aux Jeux olympiques et Jeux olympiques d'été de 1996.
Navigation
Barcelone 1992 Sydney 2000
Les épreuves de basket-ball organisées dans le cadre des Jeux olympiques d'été de 1996 se déroulent à Atlanta, aux États-Unis, du 20 juillet au 3 août 1996. Il s'agit de la quatorzième édition de ce tournoi. Les sélections américaines remportent la médaille d'or dans les épreuves masculine et féminine.

## Formule de la compétition
Le basket-ball aux Jeux Olympiques d'été de 1996 compte deux épreuves : une épreuve masculine et une épreuve féminine. Chacune regroupe douze équipes représentantes de douze nations différentes, réparties en deux groupes de six. Du 20 au 29 juillet se tiennent les matches de poule. Chaque équipe dispute cinq rencontres contre les membres de son groupe. Un classement est ensuite établi, tenant compte des résultats de cette première phase. Les quatre premiers de chaque groupe sont qualifiés pour les quarts de finale, soit huit équipes par épreuve. Du 30 juillet au 4 août se déroule le tableau final, avec quarts, demies, petite et grande finale. Les finales masculines ont lieu le 3 août tandis que les finales féminines ont lieu le 4 août.
La compétition prévoit également des matchs de classement. Ainsi, les équipes ayant terminé cinquièmes et sixièmes de leur groupe disputent un tournoi à quatre équipes sous forme de demi-finales puis finales. Le vainqueur de ce tournoi termine à la neuvième place de l'épreuve, le finaliste dixième, etc. Même principe pour les quatre  équipes éliminées en quarts-de-finale, qui se disputent la cinquième place. 

## Calendrier des épreuves
|  | Phase de groupe |  | Matchs de classement |  | Quarts-de-finale |  | Demi-finales |  | Finales |

| Calendrier des épreuves de basket-ball aux Jeux Olympiques d'été de 1996 | Calendrier des épreuves de basket-ball aux Jeux Olympiques d'été de 1996 | Calendrier des épreuves de basket-ball aux Jeux Olympiques d'été de 1996 | Calendrier des épreuves de basket-ball aux Jeux Olympiques d'été de 1996 | Calendrier des épreuves de basket-ball aux Jeux Olympiques d'été de 1996 | Calendrier des épreuves de basket-ball aux Jeux Olympiques d'été de 1996 | Calendrier des épreuves de basket-ball aux Jeux Olympiques d'été de 1996 | Calendrier des épreuves de basket-ball aux Jeux Olympiques d'été de 1996 | Calendrier des épreuves de basket-ball aux Jeux Olympiques d'été de 1996 | Calendrier des épreuves de basket-ball aux Jeux Olympiques d'été de 1996 | Calendrier des épreuves de basket-ball aux Jeux Olympiques d'été de 1996 | Calendrier des épreuves de basket-ball aux Jeux Olympiques d'été de 1996 | Calendrier des épreuves de basket-ball aux Jeux Olympiques d'été de 1996 | Calendrier des épreuves de basket-ball aux Jeux Olympiques d'été de 1996 | Calendrier des épreuves de basket-ball aux Jeux Olympiques d'été de 1996 | Calendrier des épreuves de basket-ball aux Jeux Olympiques d'été de 1996 | Calendrier des épreuves de basket-ball aux Jeux Olympiques d'été de 1996 | Calendrier des épreuves de basket-ball aux Jeux Olympiques d'été de 1996 | Calendrier des épreuves de basket-ball aux Jeux Olympiques d'été de 1996 | Calendrier des épreuves de basket-ball aux Jeux Olympiques d'été de 1996 | Calendrier des épreuves de basket-ball aux Jeux Olympiques d'été de 1996 | Calendrier des épreuves de basket-ball aux Jeux Olympiques d'été de 1996 |
| Juillet-Août 1996                                                        | Juillet-Août 1996                                                        | Juillet-Août 1996                                                        | 20                                                                       | 21                                                                       | 22                                                                       | 23                                                                       | 24                                                                       | 25                                                                       | 26                                                                       | 27                                                                       | 28                                                                       | 29                                                                       | 30                                                                       | 30                                                                       | 31                                                                       | 31                                                                       | 1                                                                        | 1                                                                        | 2                                                                        | 3                                                                        | 4                                                                        |
| ------------------------------------------------------------------------ | ------------------------------------------------------------------------ | ------------------------------------------------------------------------ | ------------------------------------------------------------------------ | ------------------------------------------------------------------------ | ------------------------------------------------------------------------ | ------------------------------------------------------------------------ | ------------------------------------------------------------------------ | ------------------------------------------------------------------------ | ------------------------------------------------------------------------ | ------------------------------------------------------------------------ | ------------------------------------------------------------------------ | ------------------------------------------------------------------------ | ------------------------------------------------------------------------ | ------------------------------------------------------------------------ | ------------------------------------------------------------------------ | ------------------------------------------------------------------------ | ------------------------------------------------------------------------ | ------------------------------------------------------------------------ | ------------------------------------------------------------------------ | ------------------------------------------------------------------------ | ------------------------------------------------------------------------ |
| Femmes                                                                   | Femmes                                                                   | féminin                                                                  |                                                                          |                                                                          |                                                                          |                                                                          |                                                                          |                                                                          |                                                                          |                                                                          |                                                                          |                                                                          |                                                                          |                                                                          |                                                                          |                                                                          |                                                                          |                                                                          |                                                                          |                                                                          |                                                                          |
| Hommes                                                                   | Hommes                                                                   | masculin                                                                 |                                                                          |                                                                          |                                                                          |                                                                          |                                                                          |                                                                          |                                                                          |                                                                          |                                                                          |                                                                          |                                                                          |                                                                          |                                                                          |                                                                          |                                                                          |                                                                          |                                                                          |                                                                          |                                                                          |

## Lieux des épreuves
Le tournoi de basket-ball se déroule dans deux salles différentes : au Georgia Dome et à la Forbes Arena, toutes deux situées à Atlanta.
| Parc Olympique, Atlanta   | \| Georgia Dome Forbes Arena \| | Parc Olympique, Atlanta |
| Georgia Dome              | \| Georgia Dome Forbes Arena \| | Forbes Arena            |
| Capacité: 71 000          | \| Georgia Dome Forbes Arena \| | Capacité: 6 000         |
|                           | \| Georgia Dome Forbes Arena \| |                         |
| Georgia Dome Forbes Arena |                                 |                         |

## Épreuve féminine

### Premier tour

#### Groupe A
| Rang | Équipe | Pts | J | G | P | Pp  | Pc  | Diff |  | Résultats (dom.\ext.) |        |       |       |        |       |       |
| ---- | ------ | --- | - | - | - | --- | --- | ---- |  | --------------------- | ------ | ----- | ----- | ------ | ----- | ----- |
| 1    | Brésil | 10  | 5 | 5 | 0 | 424 | 360 | 64   |  | Brésil                |        | 82-68 | 75-73 | 100-80 | 98-83 | 69-56 |
| 2    | Russie | 9   | 5 | 4 | 1 | 378 | 342 | 36   |  | Russie                | 68-82  |       | 75-70 | 73-63  | 94-78 | 68-49 |
| 3    | Italie | 8   | 5 | 3 | 2 | 330 | 309 | 21   |  | Italie                | 73-75  | 70-75 |       | 66-52  | 62-53 | 59-54 |
| 4    | Japon  | 7   | 5 | 2 | 3 | 365 | 396 | -31  |  | Japon                 | 80-100 | 63-73 | 52-66 |        | 75-72 | 95-85 |
| 5    | Chine  | 6   | 5 | 1 | 4 | 347 | 378 | -31  |  | Chine                 | 83-98  | 78-94 | 53-62 | 72-75  |       | 61-49 |
| 6    | Canada | 5   | 5 | 0 | 5 | 293 | 352 | -59  |  | Canada                | 56-69  | 49-68 | 54-59 | 85-95  | 49-61 |       |

#### Groupe B
| Rang | Équipe       | Pts | J | G | P | Pp  | Pc  | Diff |  | Résultats (dom.\ext.) |        |       |       |        |        |        |
| ---- | ------------ | --- | - | - | - | --- | --- | ---- |  | --------------------- | ------ | ----- | ----- | ------ | ------ | ------ |
| 1    | États-Unis   | 10  | 5 | 5 | 0 | 507 | 339 | 168  |  | États-Unis            |        | 98-65 | 96-79 | 101-84 | 105-64 | 107-47 |
| 2    | Ukraine      | 8   | 5 | 3 | 2 | 354 | 358 | -4   |  | Ukraine               | 65-98  |       | 54-48 | 87-75  | 67-72  | 81-65  |
| 3    | Australie    | 8   | 5 | 3 | 2 | 369 | 319 | 50   |  | Australie             | 79-96  | 48-54 |       | 75-63  | 76-61  | 91-45  |
| 4    | Cuba         | 7   | 5 | 2 | 3 | 365 | 377 | -12  |  | Cuba                  | 84-101 | 75-87 | 63-75 |        | 70-55  | 73-59  |
| 5    | Corée du Sud | 7   | 5 | 2 | 3 | 347 | 389 | -42  |  | Corée du Sud          | 64-105 | 72-67 | 61-76 | 55-70  |        | 95-71  |
| 6    | Zaïre        | 5   | 5 | 0 | 5 | 287 | 447 | -160 |  | Zaïre                 | 47-107 | 65-81 | 45-91 | 59-73  | 71-95  |        |

### Phase finale
|  | Quarts de finale | Quarts de finale | Quarts de finale | Quarts de finale |           |           | Demi-finales | Demi-finales | Demi-finales                  | Demi-finales                  |                               |                               | Finale | Finale | Finale | Finale |
|  |                  |                  |                  |                  |           |           |              |              |                               |                               |                               |                               |        |        |        |        |
|  | 31 juillet       | 31 juillet       | 31 juillet       | 31 juillet       |           |           | 2 août       | 2 août       | 2 août                        | 2 août                        |                               |                               | 4 août | 4 août | 4 août | 4 août |
|  | 31 juillet       | 31 juillet       | 31 juillet       | 31 juillet       |           |           | 2 août       | 2 août       | 2 août                        | 2 août                        |                               |                               | 4 août | 4 août | 4 août | 4 août |
|  | A1               | Brésil           | 101              | 101              |           |           | 2 août       | 2 août       | 2 août                        | 2 août                        |                               |                               | 4 août | 4 août | 4 août | 4 août |
|  | A1               | Brésil           | 101              | 101              |           |           | 2 août       | 2 août       | 2 août                        | 2 août                        |                               |                               | 4 août | 4 août | 4 août | 4 août |
|  | B4               | Cuba             | 69               | 69               |           |           | 2 août       | 2 août       | 2 août                        | 2 août                        |                               |                               | 4 août | 4 août | 4 août | 4 août |
|  | B4               | Cuba             | 69               | 69               | Brésil    | Brésil    | 81           | 81           |                               |                               |                               |                               | 4 août | 4 août | 4 août | 4 août |
|  | 31 juillet       |                  |                  |                  | Brésil    | Brésil    | 81           | 81           |                               |                               |                               |                               | 4 août | 4 août | 4 août | 4 août |
|  |                  |                  | Ukraine          | Ukraine          | 60        | 60        |              |              |                               |                               |                               |                               | 4 août | 4 août | 4 août | 4 août |
|  | B2               | Ukraine          | Ukraine          | Ukraine          | 60        | 60        | 59           | 59           |                               |                               |                               |                               | 4 août | 4 août | 4 août | 4 août |
|  | B2               | Ukraine          | 2 août           |                  |           |           | 59           | 59           |                               |                               |                               |                               | 4 août | 4 août | 4 août | 4 août |
|  | A3               | Italie           | 50               | 50               |           |           |              |              |                               |                               |                               |                               | 4 août | 4 août | 4 août | 4 août |
|  | A3               | Italie           | 50               | 50               | Brésil    | Brésil    | 87           | 87           |                               |                               |                               |                               |        |        |        |        |
|  | 31 juillet       |                  |                  |                  | Brésil    | Brésil    | 87           | 87           |                               |                               |                               |                               |        |        |        |        |
|  |                  |                  | États-Unis       | États-Unis       | 111       | 111       |              |              |                               |                               |                               |                               |        |        |        |        |
|  | A2               | Russie           | États-Unis       | États-Unis       | 111       | 111       | 70           | 70           |                               |                               |                               |                               |        |        |        |        |
|  | A2               | Russie           |                  |                  |           |           |              |              |                               |                               |                               |                               |        |        |        |        |
|  | B3               | Australie        | 74               | 74               |           |           |              |              |                               |                               |                               |                               |        |        |        |        |
|  | B3               | Australie        | 74               | 74               | Australie | Australie | 71           | 71           | Match pour la troisième place | Match pour la troisième place | Match pour la troisième place | Match pour la troisième place |        |        |        |        |
|  | 31 juillet       |                  |                  |                  | Australie | Australie | 71           | 71           | Match pour la troisième place | Match pour la troisième place | Match pour la troisième place | Match pour la troisième place |        |        |        |        |
|  |                  |                  | États-Unis       | États-Unis       | 93        | 93        |              |              | 4 août                        | 4 août                        | 4 août                        | 4 août                        |        |        |        |        |
|  | B1               | États-Unis       | États-Unis       | États-Unis       | 93        | 93        | 108          | 108          | 4 août                        | 4 août                        | 4 août                        | 4 août                        |        |        |        |        |
|  | B1               | États-Unis       |                  |                  |           |           |              | 108          |                               |                               | Ukraine                       | Ukraine                       | 56     | 56     |        |        |
|  | A4               | Japon            | 93               | 93               |           |           |              |              |                               |                               | Ukraine                       | Ukraine                       | 56     | 56     |        |        |
|  | A4               | Japon            | 93               | 93               | Australie | Australie | 66           | 66           |                               |                               |                               |                               |        |        |        |        |
|  |                  |                  |                  |                  |           |           |              |              |                               |                               |                               |                               |        |        |        |        |

### Matches de classement

#### 5eà8eplace
|  | 5e à 8e place | 5e à 8e place | 5e à 8e place | 5e à 8e place |          |      | 5e place | 5e place | 5e place | 5e place |
|  |               |               |               |               |          |      |          |          |          |          |
|  | 1er août      | 1er août      | 1er août      | 1er août      |          |      | 3 août   | 3 août   | 3 août   | 3 août   |
|  | Q1            | Cuba          | 78            | 78            |          |      | 3 août   | 3 août   | 3 août   | 3 août   |
|  | Q1            | Cuba          | 78            | 78            |          |      | 3 août   | 3 août   | 3 août   | 3 août   |
|  | Q2            | Italie        | 70            | 70            |          |      | 3 août   | 3 août   | 3 août   | 3 août   |
|  | Q2            | Italie        | 70            | 70            | Cuba     | Cuba | 74       | 74       |          |          |
|  | 1er août      |               |               |               | Cuba     | Cuba | 74       | 74       |          |          |
|  |               |               | Russie        | Russie        | 91       | 91   |          |          |          |          |
|  | Q4            | Japon         | Russie        | Russie        | 91       | 91   | 69       | 69       |          |          |
|  | Q4            | Japon         |               |               |          |      |          | 69       |          |          |
|  | Q3            | Russie        | 80            | 80            |          |      |          |          |          |          |
|  | Q3            | Russie        | 80            | 80            | 7e place |      |          |          |          |          |
|  |               |               |               |               |          |      |          |          |          |          |
|  | 3 août        |               |               |               |          |      |          |          |          |          |
|  | Italie        | Italie        | 69            | 69            |          |      |          |          |          |          |
|  | Italie        | Italie        | 69            | 69            |          |      |          |          |          |          |
|  | Japon         | Japon         | 81            | 81            |          |      |          |          |          |          |
|  | Japon         | Japon         | 81            | 81            |          |      |          |          |          |          |

#### 9eà12eplace
|  | 9e à 12e place | 9e à 12e place | 9e à 12e place | 9e à 12e place |           |       | 9e place | 9e place | 9e place | 9e place |
|  |                |                |                |                |           |       |          |          |          |          |
|  | 31 juillet     | 31 juillet     | 31 juillet     | 31 juillet     |           |       | 3 août   | 3 août   | 3 août   | 3 août   |
|  | B6             | Zaïre          | 67             | 67             |           |       | 3 août   | 3 août   | 3 août   | 3 août   |
|  | B6             | Zaïre          | 67             | 67             |           |       | 3 août   | 3 août   | 3 août   | 3 août   |
|  | A5             | Chine          | 91             | 91             |           |       | 3 août   | 3 août   | 3 août   | 3 août   |
|  | A5             | Chine          | 91             | 91             | Chine     | Chine | 85       | 85       |          |          |
|  | 31 juillet     |                |                |                | Chine     | Chine | 85       | 85       |          |          |
|  |                |                | Corée du Sud   | Corée du Sud   | 71        | 71    |          |          |          |          |
|  | A6             | Canada         | Corée du Sud   | Corée du Sud   | 71        | 71    | 79       | 79       |          |          |
|  | A6             | Canada         |                |                |           |       |          | 79       |          |          |
|  | B5             | Corée du Sud   | 88             | 88             |           |       |          |          |          |          |
|  | B5             | Corée du Sud   | 88             | 88             | 11e place |       |          |          |          |          |
|  |                |                |                |                |           |       |          |          |          |          |
|  | 3 août         |                |                |                |           |       |          |          |          |          |
|  | Zaïre          | Zaïre          | 46             | 46             |           |       |          |          |          |          |
|  | Zaïre          | Zaïre          | 46             | 46             |           |       |          |          |          |          |
|  | Canada         | Canada         | 88             | 88             |           |       |          |          |          |          |
|  | Canada         | Canada         | 88             | 88             |           |       |          |          |          |          |

## Épreuve masculine

### Premier tour

#### Groupe A
| Rang | Équipe     | Pts | J | G | P | Pp  | Pc  | Diff |  | Résultats (dom.\ext.) |        |        |        |        |       |       |
| ---- | ---------- | --- | - | - | - | --- | --- | ---- |  | --------------------- | ------ | ------ | ------ | ------ | ----- | ----- |
| 1    | États-Unis | 10  | 5 | 5 | 0 | 522 | 345 | 177  |  | États-Unis            |        | 104-82 | 102-71 | 133-70 | 96-68 | 87-54 |
| 2    | Lituanie   | 8   | 5 | 3 | 2 | 427 | 354 | 73   |  | Lituanie              | 82-104 |        | 83-81  | 116-55 | 61-65 | 85-49 |
| 3    | Croatie    | 8   | 5 | 3 | 2 | 422 | 386 | 36   |  | Croatie               | 71-102 | 81-83  |        | 109-78 | 90-75 | 71-48 |
| 4    | Chine      | 7   | 5 | 2 | 3 | 360 | 502 | -142 |  | Chine                 | 70-133 | 55-116 | 78-109 |        | 87-77 | 70-67 |
| 5    | Argentine  | 7   | 5 | 2 | 3 | 351 | 396 | -45  |  | Argentine             | 68-96  | 65-61  | 75-90  | 77-87  |       | 66-62 |
| 6    | Angola     | 5   | 5 | 0 | 5 | 280 | 379 | -99  |  | Angola                | 54-87  | 49-85  | 48-71  | 67-70  | 62-66 |       |

#### Groupe B
| Rang | Équipe       | Pts | J | G | P | Pp  | Pc  | Diff |  | Résultats (dom.\ext.) |        |         |        |         |        |        |
| ---- | ------------ | --- | - | - | - | --- | --- | ---- |  | --------------------- | ------ | ------- | ------ | ------- | ------ | ------ |
| 1    | Yougoslavie  | 10  | 5 | 5 | 0 | 478 | 364 | 114  |  | Yougoslavie           |        | 91-68   | 71-63  | 101-82  | 97-86  | 118-65 |
| 2    | Australie    | 9   | 5 | 4 | 1 | 492 | 438 | 54   |  | Australie             | 68-91  |         | 103-62 | 109-101 | 101-96 | 111-88 |
| 3    | Grèce        | 8   | 5 | 3 | 2 | 402 | 416 | -14  |  | Grèce                 | 63-71  | 62-103  |        | 89-87   | 80-69  | 108-86 |
| 4    | Brésil       | 7   | 5 | 2 | 3 | 498 | 494 | 4    |  | Brésil                | 82-101 | 101-109 | 87-89  |         | 101-98 | 127-97 |
| 5    | Porto Rico   | 6   | 5 | 1 | 4 | 447 | 465 | -18  |  | Porto Rico            | 86-97  | 96-101  | 69-80  | 98-101  |        | 98-86  |
| 6    | Corée du Sud | 5   | 5 | 0 | 5 | 422 | 562 | -140 |  | Corée du Sud          | 65-118 | 88-111  | 86-108 | 97-127  | 86-98  |        |

### Phase finale
|  | Quarts de finale | Quarts de finale |             |           | Demi-finales           | Demi-finales           |    |  | Finale   | Finale |
|  | Quarts de finale | Quarts de finale |             |           | Demi-finales           | Demi-finales           |    |  | Finale   | Finale |
|  |                  |                  |             |           |                        |                        |    |  |          |        |
|  | 30 juillet       | 30 juillet       |             |           | 1er août               | 1er août               |    |  | 3 août   | 3 août |
|  | 30 juillet       | 30 juillet       |             |           | 1er août               | 1er août               |    |  | 3 août   | 3 août |
|  | Brésil           | 75               |             |           | 1er août               | 1er août               |    |  | 3 août   | 3 août |
|  | Brésil           | 75               |             |           | 1er août               | 1er août               |    |  | 3 août   | 3 août |
|  | États-Unis       | 98               |             |           | 1er août               | 1er août               |    |  | 3 août   | 3 août |
|  | États-Unis       | 98               | États-Unis  | 101       |                        |                        |    |  | 3 août   | 3 août |
|  | 30 juillet       |                  | États-Unis  | 101       |                        |                        |    |  | 3 août   | 3 août |
|  |                  | Australie        | 73          |           |                        |                        |    |  | 3 août   | 3 août |
|  | Croatie          | Australie        | 73          | 71        |                        |                        |    |  | 3 août   | 3 août |
|  | Croatie          |                  |             | 71        |                        |                        |    |  | 3 août   | 3 août |
|  | Australie        | 73               |             |           |                        |                        |    |  | 3 août   | 3 août |
|  | Australie        | 73               | États-Unis  | 95        |                        |                        |    |  |          |        |
|  | 30 juillet       |                  | États-Unis  | 95        |                        |                        |    |  |          |        |
|  |                  | Yougoslavie      | 69          |           |                        |                        |    |  |          |        |
|  | Chine            | Yougoslavie      | 69          | 61        |                        |                        |    |  |          |        |
|  | Chine            | 1er août         |             | 61        |                        |                        |    |  |          |        |
|  | Yougoslavie      | 128              |             |           |                        |                        |    |  |          |        |
|  | Yougoslavie      | 128              | Yougoslavie | 66        |                        |                        |    |  |          |        |
|  | 30 juillet       | 30 juillet       | Yougoslavie | 66        | Match pour la 3e place | Match pour la 3e place |    |  |          |        |
|  | 30 juillet       | 30 juillet       |             | Lituanie  | Match pour la 3e place | Match pour la 3e place | 58 |  |          |        |
|  | Grèce            | 66               | 3 août      | 3 août    |                        |                        | 58 |  |          |        |
|  | Grèce            | 66               | 3 août      | 3 août    |                        |                        |    |  |          |        |
|  | Lituanie         | 99               |             | Australie | 74                     |                        |    |  |          |        |
|  | Lituanie         | 99               |             | Australie | 74                     |                        |    |  |          |        |
|  |                  |                  |             |           |                        |                        |    |  | Lituanie | 80     |
|  |                  |                  |             |           |                        |                        |    |  | Lituanie | 80     |

### Matches de classement

#### 5eà8eplace
|  | 5e à 8e place | 5e à 8e place |          |    | 5e place | 5e place |
|  | 5e à 8e place | 5e à 8e place |          |    | 5e place | 5e place |
|  |               |               |          |    |          |          |
|  | 1er août      | 1er août      |          |    | 2 août   | 2 août   |
|  | 1er août      | 1er août      |          |    | 2 août   | 2 août   |
|  | Brésil        | 80            |          |    | 2 août   | 2 août   |
|  | Brésil        | 80            |          |    | 2 août   | 2 août   |
|  | Croatie       | 74            |          |    | 2 août   | 2 août   |
|  | Croatie       | 74            | Brésil   | 72 |          |          |
|  | 1er août      |               | Brésil   | 72 |          |          |
|  |               | Grèce         | 91       |    |          |          |
|  | Chine         | Grèce         | 91       | 75 |          |          |
|  | Chine         |               |          | 75 |          |          |
|  | Grèce         | 115           |          |    |          |          |
|  | Grèce         | 115           | 7e place |    |          |          |
|  |               |               |          |    |          |          |
|  | 2 août        |               |          |    |          |          |
|  |               |               |          |    |          |          |
|  | Croatie       | 99            |          |    |          |          |
|  | Croatie       | 99            |          |    |          |          |
|  | Chine         | 85            |          |    |          |          |
|  | Chine         | 85            |          |    |          |          |

#### 9eà12eplace
|  | 9e à 12e place | 9e à 12e place |           |    | 9e place | 9e place |
|  | 9e à 12e place | 9e à 12e place |           |    | 9e place | 9e place |
|  |                |                |           |    |          |          |
|  | 30 juillet     | 30 juillet     |           |    | 2 août   | 2 août   |
|  | 30 juillet     | 30 juillet     |           |    | 2 août   | 2 août   |
|  | Corée du Sud   | 79             |           |    | 2 août   | 2 août   |
|  | Corée du Sud   | 79             |           |    | 2 août   | 2 août   |
|  | Argentine      | 97             |           |    | 2 août   | 2 août   |
|  | Argentine      | 97             | Argentine | 87 |          |          |
|  | 30 juillet     |                | Argentine | 87 |          |          |
|  |                | Porto Rico     | 77        |    |          |          |
|  | Angola         | Porto Rico     | 77        | 67 |          |          |
|  | Angola         |                |           | 67 |          |          |
|  | Porto Rico     | 76             |           |    |          |          |
|  | Porto Rico     | 76             | 11e place |    |          |          |
|  |                |                |           |    |          |          |
|  | 2 août         |                |           |    |          |          |
|  |                |                |           |    |          |          |
|  | Corée du Sud   | 61             |           |    |          |          |
|  | Corée du Sud   | 61             |           |    |          |          |
|  | Angola         | 99             |           |    |          |          |
|  | Angola         | 99             |           |    |          |          |

## Résultats

### Classements des épreuves
| Rang | Équipe       | MJ | V-D |
| ---- | ------------ | -- | --- |
| 1    | États-Unis   | 8  | 8-0 |
| 2    | Brésil       | 8  | 7-1 |
| 3    | Australie    | 8  | 5-3 |
| 4    | Ukraine      | 8  | 4-4 |
| 5    | Russie       | 8  | 6-2 |
| 6    | Cuba         | 8  | 3-5 |
| 7    | Japon        | 8  | 3-5 |
| 8    | Italie       | 8  | 3-5 |
| 9    | Chine        | 7  | 3-4 |
| 10   | Corée du Sud | 7  | 3-4 |
| 11   | Canada       | 7  | 1-6 |
| 12   | Zaïre        | 7  | 0-7 |

| Rang | Équipe       | MJ | V-D |
| ---- | ------------ | -- | --- |
| 1    | États-Unis   | 8  | 8-0 |
| 2    | Yougoslavie  | 8  | 7-1 |
| 3    | Lituanie     | 8  | 5-3 |
| 4    | Australie    | 8  | 5-3 |
| 5    | Grèce        | 8  | 5-3 |
| 6    | Brésil       | 8  | 3-5 |
| 7    | Croatie      | 8  | 4-4 |
| 8    | Chine        | 8  | 2-6 |
| 9    | Argentine    | 7  | 4-3 |
| 10   | Porto Rico   | 7  | 2-5 |
| 11   | Angola       | 7  | 1-6 |
| 12   | Corée du Sud | 7  | 0-7 |

### Podiums
| Épreuves         | Or | Argent | Bronze |
| ---------------- | --- | --- | --- |
| Tournoi féminin  | États-Unis Teresa Edwards Dawn Staley Ruthie Bolton Sheryl Swoopes Jennifer Azzi Lisa Leslie Carla McGhee Katy Steding Katrina Felicia McClain Rebecca Lobo Venus Lacy Nikki McCray       | Brésil Maria Angelica Adriana Aparecida Santos Leila Sobral Maria Paula Silva Janeth Arcain Roseli Gustavo Marta Sobral Silvia Luz Alessandra Oliveira Cintia Santos Claudia Maria Pastor Hortencia Marcari | Australie Robyn Maher Allison Cook Sandy Brondello Michele Timms Shelley Sandie Trisha Fallon Michelle Chandler Fiona Robinson Carla Boyd Jennifer Whittle Rachael Sporn Michelle Brogan                                     |
| Tournoi masculin | États-Unis Charles Barkley Anfernee Hardaway Grant Hill Hakeem Olajuwon Karl Malone Reggie Miller Shaquille O'Neal Scottie Pippen Mitch Richmond John Stockton David Robinson Gary Payton | Yougoslavie Dejan Tomašević Miroslav Berić Dejan Bodiroga Željko Rebrača Predrag Danilović Vlade Divac Aleksandar Đorđević Saša Obradović Žarko Paspalj Zoran Savić Nikola Lončar Milenko Topić             | Lituanie Arvydas Sabonis Rimas Kurtinaitis Darius Lukminas Saulius Štombergas Eurelijus Žukauskas Šarūnas Marčiulionis Mindaugas Žukauskas Gintaras Einikis Andrius Jurkūnas Artūras Karnišovas Rytis Vaišvila Tomas Pačėsas |

### Tableau des médailles
| Rang  | Nation      | Or | Argent | Bronze | Total |
| ----- | ----------- | -- | ------ | ------ | ----- |
| 1     | États-Unis  | 2  | 0      | 0      | 2     |
| 2     | Brésil      | 0  | 1      | 0      | 1     |
| 2     | Yougoslavie | 0  | 1      | 0      | 1     |
| 4     | Australie   | 0  | 0      | 1      | 1     |
| 4     | Lituanie    | 0  | 0      | 1      | 1     |
| Total | Total       | 2  | 2      | 2      | 6     |